# Homme-sable
Pour les articles homonymes, voir Sandman et Flint.
William Baker (aussi connu comme Flint Marko), alias l'Homme-sable (« Sandman » en VO) est un super-vilain évoluant dans l'univers Marvel de la maison d’édition Marvel Comics. Créé par le scénariste Stan Lee et le dessinateur Steve Ditko, le personnage de fiction apparaît pour la première fois dans le comic book The Amazing Spider-Man (vol. 1) #4 en septembre 1963.
Adversaire célèbre et récurrent du héros Spider-Man, il est souvent présenté comme un puissant super-vilain tout en ayant un bon côté au fond de lui.
Le personnage a été adapté à de nombreuses autres incarnations de Spider-Man, notamment des dessins animés et dans le film Spider-Man 3 (2007), dans lequel il est interprété par Thomas Haden Church.
En 2009, l'Homme-sable a été classé par le site spécialisé IGN comme le 72e « Greatest Comic Book Villain of All Time ».

## Biographie du personnage

### Origines
William Baker naît et grandit dans un quartier pauvre de New York. Comme son père quitte le domicile conjugal alors qu'il n'est âgé que de trois ans, sa mère et lui vivent dans la misère. Il apprend à voler très tôt et réussit à l’école en trichant. Au lycée, il est très bon joueur de football, mais il gâche ses chances de devenir joueur professionnel le jour où il accepte de l’argent pour perdre une partie importante.
Baker fait alors partie d’une bande de racketteurs. À cette époque, il se fait appeler Flint Marko. Il évolue dans le milieu new-yorkais mais secrètement, il espère se racheter et épouse Marcy Conroy. Il est alors arrêté et mis en prison où il passe plusieurs années.
À sa libération, Baker commet plusieurs crimes et est de nouveau arrêté. Il réussit à s’évader et décide de gagner le Sud et d’y commencer une nouvelle vie. Il se réfugie sur un site d’essais nucléaire et se trouve sur une plage lorsqu’un des réacteurs explose. Il est irradié.
Après une courte période d’inconscience, il se réveille et constate qu’il peut transformer son corps en sable. Il se donne le surnom de l’Homme-sable et poursuit ses activités criminelles en s’associant avec le Sorcier, le Piégeur et Médusa pour former les Terrifics (Frightful Four (en) en VO).

### Parcours
L'Homme-sable s’oppose à maintes reprises aux Quatre Fantastiques, à Spider-Man ou d'autres super-héros luttant contre le crime. Lorsqu'il décide de mettre fin à sa carrière de criminel, le docteur Octopus le contraint à reprendre du service au sein de la nouvelle équipe des Sinistres Six.
Néanmoins, sa volonté de mener une vie honnête est la plus forte et il aide Spider-Man à combattre ses anciens alliés. Silver Sable l’engage ensuite dans son Wild Pack dont il devient le chef. Il est promu Vengeur de réserve et est même gracié par le président des États-Unis.
Alors qu’il protège le sénateur Ward, l'Homme-sable s’allie avec le Piégeur contre Spider-Man et les Quatre Fantastiques. Il repasse alors du mauvais côté de la barrière, mais Venom le blesse mortellement, et il se réconcilie avec Spider-Man avant de mourir.

### Civil War
Après la Civil War, l'Homme-sable tente de faire évader son père Floyd Baker de Ryker's Island, incarcéré pour un meurtre qu'il n'a pas commis et condamné à la chaise électrique. Il échoue dans sa tentative et demande à Spider-Man de l'aider ; Peter Parker n'accepte de l'aider que lorsque Baker lui affirme que l'homme dont son père est accusé d'avoir tué n'est autre que Ben Parker. Peter ne tarde pas à faire le rapprochement entre la victime et le Ben Parker de l'année 2211 qu'il avait rencontré quelque temps auparavant.
À l'aide du casque du Spider-Man de 2211 déniché par un adolescent prénommé Dennis, Spidey et l'Homme-sable découvrent que le meurtrier est en fait le Caméléon de l'année 2211, déguisé en principal du lycée où enseigne Peter. Après un rude combat, le Caméléon est téléporté sur la chaise électrique de Floyd Baker, grâce au casque du Spider-Man de l'année 2211. Floyd Baker est sauvé.

## Pouvoirs, capacités et équipement
L'Homme-sable peut, à volonté, convertir tout ou partie de son corps en une substance granuleuse semblable à du sable. Quand il a acquis son pouvoir, son cerveau a développé un degré de conscience tel qu'il le rend désormais sensible aux plus petites particules de son corps. L'Homme-sable peut donner à cette substance granuleuse la forme qu’il désire. Par un effort conscient, il peut modifier le degré de cohésion moléculaire entre les surfaces de ses particules et ainsi provoquer un déplacement de volumes réduits, jusqu’à un déplacement à l'échelle de grains individuels.
La composition de son corps ayant été radicalement altérée de manière génétique, l'Homme-sable possède un contrôle total de sa densité ; il peut rendre compacts les particules de sable qui constituent son corps ou au contraire espacer celles-ci, devenant aussi dur que du ciment ou bien pouvant disperser ses particules pour se rendre insensible aux attaques physiques. Sous sa forme sableuse, il peut adopter toutes les formes qu’il peut imaginer. Au combat, il transforme souvent ses bras en armes contondantes (marteaux, masses, fléaux, etc.). Il peut également projeter ses particules de sable à grande vitesse et, en adoptant la forme d’un objet volumineux, avoir un impact équivalent à celui d’un gros sac de sable.
- Grâce à son pouvoir, l'Homme-sable peut augmenter sa masse et donc sa force ; il est ainsi capable de soulever (ou d’exercer une pression équivalente à) 85 tonnes au maximum[1].
- Son contrôle mental sur les particules de son corps lui permet de reformer celui-ci à partir de grains éparpillés, à moins qu’une grande partie de son corps n’ait été séparée du reste[1].
- Apparemment, il peut aussi convertir des grains de sable naturels autour de lui, les transformant en des constituants de son propre corps afin de récupérer les portions qu’il aurait perdu lors d'un combat. De cette façon, il peut également accroître sa taille et sa masse globale (jusqu’à une limite inconnue) ou la portée de ses membres[1].
- Il semble n'avoir aucune limite de temps où il peut rester sous sa forme sablonneuse. S’il est rendu inconscient alors qu’il est sous cette forme, il restera dans le même état et ne se transformera pas automatiquement en un être de chair et en sang. Cependant, quand il est inconscient, son contrôle sur ses molécules de sable semble se relâcher et celles-ci forment un simple tas de sable[1].
- Son esprit continue à fonctionner sous sa forme astrale, même lorsque sa tête a été transmutée en sable ou quand les particules qui composent son cerveau sont largement dispersées. La distance maximale où ses particules peuvent être dispersées avant qu'il ne soit plus capable de se rassembler n’est pas connue[1].
- Il est cependant vulnérable aux chaleurs extrêmes : au-delà d'une température de 1 800 °C, la chaleur peut provoquer la fusion de sa composition de silicates impurs vers une forme de silice amorphe (un genre de verre)[1].

Pendant le temps où il portait un uniforme conçu par son coéquipier le Sorcier, l’Homme-Sable possédait une ceinture qui contenait divers produits chimiques qu’il pouvait mélanger avec son sable, afin de créer diverses substances. Il pouvait par exemple se mélanger avec de l’huile, ce qui lui donnait la capacité de rendre n’importe quelle surface extrêmement glissante. Il pouvait aussi refroidir instantanément les molécules de sable de son corps en les aspergeant d’azote liquide contenu dans sa ceinture ; au contact du feu, le sable gelé libérait une vapeur empoisonnée. Depuis sa séparation d'avec les premiers Terrifics, il n'utilise plus cet uniforme.

## Apparitions dans d'autres médias
Sauf indication contraire, les informations mentionnées dans cette section peuvent être confirmées par la base de données cinématographiques IMDb,  présente dans la section « Liens externes ».

### Cinéma
Interprété par Thomas Haden Church

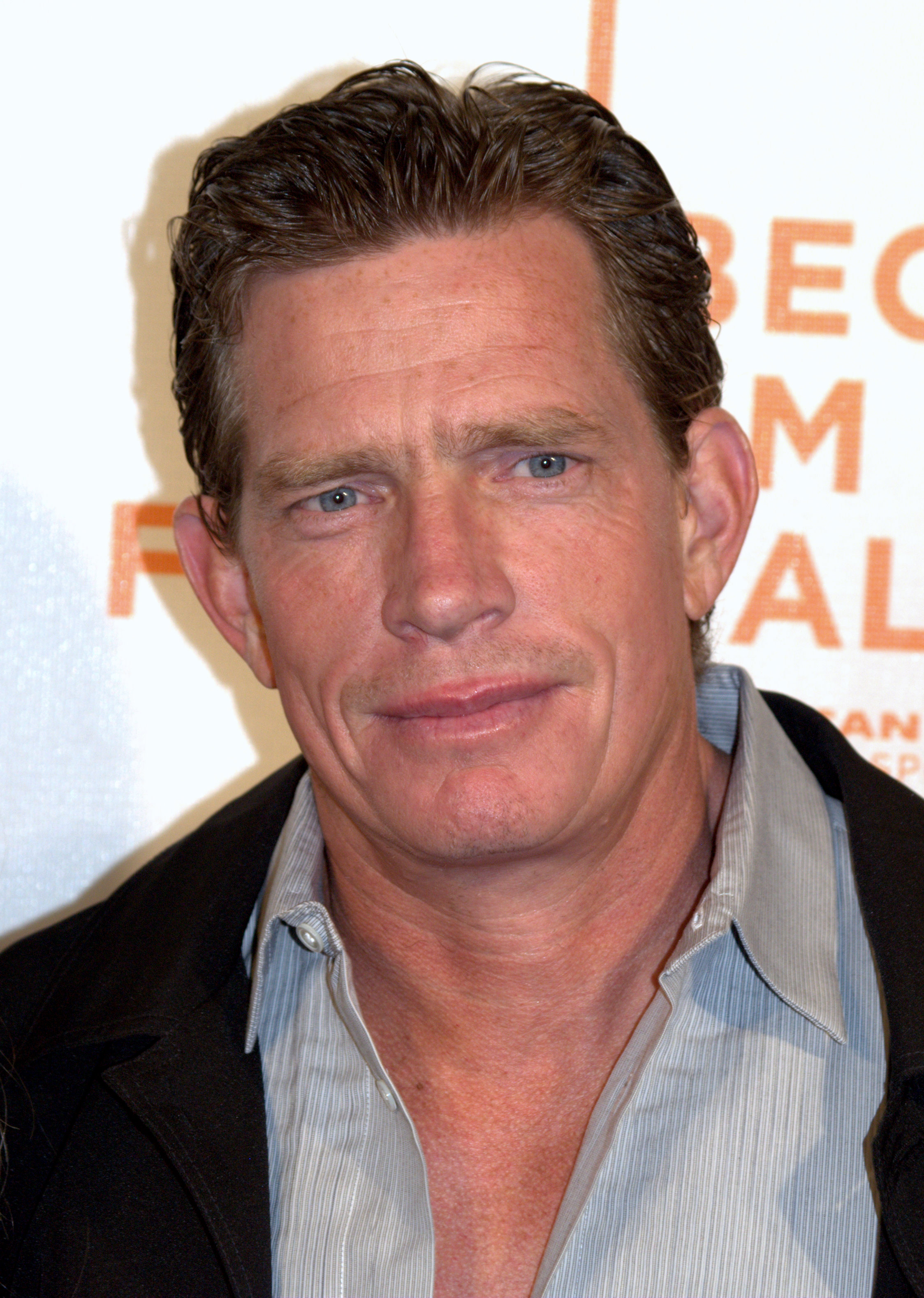
Thomas Haden Church incarne Flint Marko/L'Homme-Sable dans Spider-Man 3 (2007).

- 2007 : Spider-Man 3 de Sam Raimi

Il est père de famille et est le véritable assassin de Ben Parker (le cambrioleur qui fut accusé du meurtre n'était en fait que son complice). Le personnage est présenté comme malchanceux et pas foncièrement mauvais puisqu'il n'agit que pour récolter les fonds nécessaires à soigner Penny, sa fille victime d'un cancer.
Après s'être évadé de prison, il se rend chez lui pour voir sa fille et glisse sous son oreiller les lettres qu'il lui a écrites en prison mais qui ont été refusées par sa femme qui a également obtenu l'injonction d'éloignement à l'égard de cette dernière. Penny parvient néanmoins à lui dire qu'il lui manque et lui remet un médaillon avec une photo d'elle.
Reprenant sa fuite, il est rattrapé sur un site d'expériences et tombe dans ce qui s'avère être un accélérateur de particules qui le transforme en Homme-sable.
Il rencontre Spider-Man dans un fourgon et au terme d'un violent combat, réussit à s'échapper. Lorsque Peter apprend que c'est Marko qui est responsable de la mort de son oncle, il écoute les communications de la police pour être prévenu si l'Homme-sable apparaît. Son cœur rempli de haine attire le costume noir, qui se fixe sur son corps.
Peter finit par retrouver la trace de Marko et enfile le costume noir. Mais il s'avère que ce costume fait ressortir le mauvais côté de Peter, qui combat violemment l'Homme-sable. Il finit par l'engloutir sous des trombes d'eau et l'Homme-sable se dissout, apparemment défait.
Il refait cependant surface et s'en prend par erreur à Eddie Brock venant tout juste de récupérer le costume noir, qui lui a donné les mêmes pouvoirs que Peter, lui faisant devenir Venom. Il explique à Marko qu'il est au courant de ce que Spider-Man lui a fait et lui propose une alliance contre le Tisseur, ce que Marko accepte. Ils enlèvent Mary Jane, qu'ils emprisonnent dans une toile d'araignée sur un chantier, afin d'attirer Spider-Man. Une fois sur place, ce dernier est impuissant face à l'alliance de ses deux ennemis, mais il est rejoint par Harry Osborn, qui a finalement appris que Peter n'était pour rien dans la mort de Norman Osborn et s'est décidé à l'aider. L'aide d'Harry permet de défaire définitivement l'Homme-sable qui avait pris une forme gigantesque.
Après que Spider-Man a réussi à vaincre Venom (au prix de la vie de Harry), l'Homme-sable réapparaît devant Peter, et lui explique qu'il a malencontreusement tué son oncle : pendant que son complice volait l'argent, Marko s'est approché d'Oncle Ben et a exigé sa voiture, son arme pointée vers lui. Alors que Ben avait convaincu le criminel d'en rester là, Marko s'est laissé être apaisé par ses paroles mais son complice est arrivé et l'a bousculé, faisant partir le coup de feu, car il avait le doigt sur la gâchette.
Marko s'excuse auprès de Peter et lui confie que tout l'argent qu'il a volé était prévu pour soigner sa fille et qu'elle est tout ce qui lui reste désormais. Reconnaissant avoir également commis des actes qu'il a regrettés, Peter finit par lui pardonner, et l'Homme-sable s'en va.
- 2021 : Spider-Man: No Way Home de Jon Watts

Alors que Peter Parker essayait de faire oublier son identité secrète en tant que Spider-Man par le biais de Doctor Strange, le sort rate et une brèche dans le multiverse est ouverte, faisant ainsi venir les plus grands ennemis de Spider-Man qui connaissent cette identité secrète dans leur monde. Peter se met en route pour trouver les autres méchants (ayant déjà trouvé le Docteur Octopus précédemment), et arrive dans un endroit avec de grands pylônes électriques jusqu'à ce qu'une lumière déchirante apparait derrière lui (s'agissant ici de Max Dillon), ce dernier envoie un projectile sur Spider Man et l'Homme-sable ressurgit de sous terre lui demandant s'il le reconnait, Peter propose à l'Homme-sable qu'il puisse l'aider à arrêter Electro et l'Homme-sable s'exécute. Une fois Max stoppé, Peter l'enferme avec l'homme sable dans la crypte de Dr Strange aux côtés du Docteur Octopus de du Lézard. Rejoints par Norman Osborn, l'Homme-sable lui révèle qu'il est mort empalé par son propre planeur et que le Docteur Octopus l'est également, en noyant sa machine. Ne voulant pas les ramener chez eux pour mourir, Peter les amène dans l'appartement d'Happy Hogan pour créer des antidotes à leurs pouvoirs mais avant qu'il ne puisse s'occuper de l'Homme-sable, le Bouffont vert reprend le dessus sur Norman et convainc l'Homme-sable et Electro de ne pas se laisser guérir. Un combat s'engage entre Peter et le Bouffon vert et, au milieu du chaos, Electro, l'Homme-sable et le lézard s'enfuient au nez et à la barbe de J.Jonah Jameson et des policiers.
Ils réapparaissent plus tard sur la statue de la Liberté en rénovation où les ont attirés Peter, rejoint entre-temps par les deux autres Spider-Man avec leurs antidotes. Au terme d'une terrible combat, l'Homme-sable est guéri de ses pouvoirs par le Peter issu de son univers qui lui demande de rester à l'abri dans la tête de la statue, le temps d'être ramené chez lui. Finalement Doctor Strange lance un deuxième sortilège qui efface Peter de la mémoire de tout de monde. Tous les super-vilains guéris et leurs Spider-Man respectifs retournent dans leurs univers.

### Télévision
- 2008-2009 : Spectacular Spider-Man (série d'animation) C'est un criminel et le complice d'Alex O'Hirn, alias Rhino. Norman Osborn les fait sortir de prison et le doctor Otto Octavius (Docteur Octopus) les fait muter.
- 2012-2017 : Ultimate Spider-Man (série d'animation) Ex-agent du SHIELD, il obtient ses pouvoirs et devient fou à la suite d'une expérience censée le transformer en super-soldat. Bien qu'apparaissant d'abord comme un pyscothique, Spider-Man lui fait toujours confiance et lui permet d'intégrer les New Warriors.
- 2017 : Marvel Spider-Man (série d'animation) C'est un père de famille qui travaille pour le criminel Hammerhead afin de payer les études de sa fille. Hammerhead, fatigué de ses échecs, l'enterre sous du sable radioactif, le transformant en tempête de sable vivante ; Spider-Man lui redonne forme humaine et devient son ami, mais la fille de Marco, aussi ensevelie par le sable, décide de travailler pour Hammerhead.
- 2021 : Spidey et ses amis extraordinaires (Spidey and His Amazing Friends) (série d'animation)

### Jeux vidéo
- Spider-Man vs. The Kingpin (1991)
- Spider-Man 2: The Sinister Six (2001) : boss du jeu
- Spider-Man 2 : La revanche d'Electro (2001) : boss du jeu
- Spider-Man 3 (2007) : un des derniers boss
- Spider-Man : Allié ou Ennemi (2007) : boss
- Spider-Man : Dimensions (2010) : boss
- Lego Marvel Super Heroes (2013) : boss
- Marvel's Spider-Man 2 (2023) : premier boss du jeu